# Bottom Up
Bottom Up é uma empresa japonesa que desenvolve e distribui jogos para videogames. A empresa desenvolveu jogos para Nintendo Entertainment System, Super Nintendo, Nintendo 64, Game Boy, Game Boy Color, PlayStation, Dreamcast e Wonderswan.

## Jogos desenvolvidos

### Nintendo Entertainment System
- Relics: Ankoku Yousai (1987)

### Super Nintendo
- BS Super Shogi Problem 1000 (1994)
- Super Trump Collectrion (1995)
- Sugoroku Ginga Senki (1996)
- Super Trump Collection 2 (1996)
- Vs. Collection (1996)

### Nintendo 64
- 64 Trummp Collection: Alice no Waku Waku Trump World (1998)
- Onegai Monster (1999)

### PlayStation
- Doki Doki On Air (1998)
- Doki Doki On Air 2 (1999)

### Dreamcast
- Coaster Works (1999)
- Golf Shiyouyou Course Data Collection Survival Pack (1999)
- Let's Play Golf (1999)
- Tee Off Golf (2000)

### Wonderswan
- Trump Collection (1999)

### Game Boy
- Pocket Mahjong (1997)
- Trump Collection (1997)
- Pocket Bass Fishing (1998)
- Pocket Shogi (1998)
- Pocket Golf (1998)

### Game Boy Color
- Pocket Color Block (1998)
- Pocket Hanafuda (1999)
- Super Real Fishing (1999)
- Grand Duel (1999)
- Pocket Color Mahjong (1999)
- Pocket Color Billiard (1999)
- Pocket Tokara Toranpu (2000)
- Snobo Champion (2000)

## Jogos distribuidos

### Nintendo Entertainment System
- Relics: Ankoku Yousai (1987)

### Super Nintendo
- BS Super Shogi Problem 1000 (1994)
- Super Trump Collectrion (1995)
- Sugoroku Ginga Senki (1996)
- Super Trump Collection 2 (1996)
- Vs. Collection (1996)

### Nintendo 64
- 64 Trummp Collection: Alice no Waku Waku Trump World (1998)
- Onegai Monster (1999)

### PlayStation
- Doki Doki On Air (1998)
- Doki Doki On Air 2 (1999)

### Dreamcast
- Golf Shiyouyou Course Data Collection Survival Pack (1999)
- Let's Play Golf (1999)

### Wonderswan
- Trump Collection (1999)

### Game Boy
- Pocket Mahjong (1997)
- Trump Collection (1997)
- Pocket Bass Fishing (1998)
- Pocket Shogi (1998)
- Pocket Golf (1998)

### Game Boy Color
- Pocket Hanafuda (1999)
- Super Real Fishing (1999)
- Grand Duel (1999)
- Pocket Color Mahjong (1999)
- Pocket Color Billiard (1999)
- Pocket Tokara Toranpu (2000)
- Snobo Champion (2000)